# Cerkiew Świętego Wstawiennictwa w Czortkowie
Cerkiew Świętego Wstawiennictwa (ukr. Церква Святої Покрови) – prawosławna cerkiew parafialna w Czortkowie (hromada Czortków, rejon czortkowski, obwód tarnopolski).
Została uznana za zabytek architektury o znaczeniu lokalnym (numer ochronny 1749).

## Historia
Budowa cerkwi rozpoczęła się w 1903 roku, a zakończyła w 1905 roku. Jej architektami byli: lwowski architekt, Mykołaj Szaszkiewicz oraz budowniczy Andrij Drażnowski.
14 października 1905 roku, w święto wstawiennictwa Najświętszej Marii Panny, cerkiew konsekrował biskup Grzegorz Chomyszyn.
W 1908 roku wybudowano drewnianą kaplicę Matki Boskiej, a po trzech latach zastąpiono ją nową, murowaną kaplicą.
W 1996 roku obok cerkwi wybudowano 40-metrową dzwonnicę.
Latem 2001 roku w pobliżu kaplicy wybudowano nowe źródło zwane "Wiosną All-Królowej", a 11 sierpnia 2002 roku odbyła się jego konsekracja przez arcybiskupa. 
Każdego roku 11 sierpnia, w pobliżu źródła odprawiane jest święto.